# يسودي هاسوكاوا
يسودي هاسوكاوا (باليابانية: 蓮川 壮大) (27 يونيو 1998 في طوكيو في اليابان – )؛ هو لاعب كرة قدم ياباني سابق كان يلعب كمدافع.

## وصلات خارجية
- يسودي هاسوكاوا على موقع رابطة كرة القدم اليابانية للمحترفين (اليابانية)
- يسودي هاسوكاوا على موقع إي إس بي إن إف سي (الإنجليزية)
- يسودي هاسوكاوا على موقع قاعدة بيانات كرة القدم.إي يو (الإنجليزية)
- يسودي هاسوكاوا على موقع Soccerway.com (الإنجليزية)
- يسودي هاسوكاوا على موقع عالم كرة القدم.نت (الإنجليزية)